# Ryszard Knosala
Ryszard Antoni Knosala (ur. 8 sierpnia 1949 w Opolu) – polski polityk i inżynier, profesor nauk technicznych, poseł na Sejm V kadencji, senator VII i VIII kadencji, rektor Państwowej Wyższej Szkoły Zawodowej w Nysie (2001–2008).

## Życiorys

### Wykształcenie i działalność zawodowa
W 1974 ukończył studia na Politechnice Śląskiej w Gliwicach. Na tej uczelni doktoryzował się w 1981 na podstawie pracy napisanej pod kierunkiem Janusza Dietrycha. Habilitację uzyskał w 1989, a tytuł profesora otrzymał w 1996.
Zawodowo do 2001 związany z Politechniką Śląską, na której pełnił funkcje zastępcy dyrektora Instytutu Budowy Maszyn (1991–1994), kierownika studiów doktoranckich na Wydziale Mechanicznym Technologicznym (1992–2001), kierownika Zakładu Technologii Maszyn i Zintegrowanych Systemów Wytwarzania (1991–1994), kierownika Katedry Automatyzacji Procesów Technologicznych i Zintegrowanych Systemów Wytwarzania (1994–2001).
W latach 2001–2008 zajmował stanowisko rektora Państwowej Wyższej Szkoły Zawodowej w Nysie.
Od 2004 był także dyrektorem Instytutu Inżynierii Produkcji Politechniki Opolskiej, wcześniej na tej uczelni był kierownikiem Katedry Inżynierii Produkcji (1997–2003). W 1999 objął funkcję pełnomocnika ds. studiów doktoranckich na Wydziale Zarządzania i Inżynierii Produkcji, a w 2008 dyrektora Instytutu Innowacyjności Procesów i Produktów Politechniki Opolskiej.
Pracował również jako projektant w Biurze Projektów Przemysłu Hutniczego „BIPROHUT” Gliwice (1976–1979), sekretarz naukowy w Centrum Mechanizacji Górnictwa „KOMAG” Gliwice (1992–1999) oraz doradca wojewody opolskiego ds. gospodarczych w Opolskim Urzędzie Wojewódzkim (1999–2001).
Wśród wypromowanych przez niego doktorów znaleźli się: Bożena Skołud, Aleksander Gwiazda, Andrzej Baier, Cezary Grabowik, Grzegorz Ćwikła, Krzysztof Kalinowski, Łukasz Mach, Katarzyna Hys.

### Działalność społeczna i polityczna
W latach 2005–2008 był prezesem AZS PWSZ w Nysie. Jest inicjatorem i współzałożycielem Stowarzyszenia na Ratunek Jeziorom Turawskim, w latach 1999–2002 pełnił funkcję prezesa tego stowarzyszenia, a w 2008 został ponownie wybrany na to stanowisko. Zajmował w różnych okresach funkcje prezesa Stowarzyszenia na Rzecz Powołania i Wspierania Państwowej Wyższej Szkoły Zawodowej w Nysie oraz Stowarzyszenia Hospicjum Opolskie. Przewodniczył Wojewódzkiej Komisji Ochrony Przyrody w Opolu (od 2000 do 2001). W 2000 został prezesem Polskiego Towarzystwa Zarządzania Produkcją, a w 2005 członkiem Zespołu Ekspertów ds. Standardów Nauczania w MEN.

### Działalność polityczna
W wyborach w 1993 bez powodzenia ubiegał się o mandat poselski z ramienia Kongresu Liberalno-Demokratycznego. Wraz z KLD przystąpił do Unii Wolności, następnie należał do Stronnictwa Konserwatywno-Ludowego, a później wstąpił do Platformy Obywatelskiej. W wyborach parlamentarnych w 2005 wystartował do Sejmu z listy z 4. pozycji na jej liście w okręgu opolskim, uzyskując mandat poselski z wynikiem 9087 głosów. W przedterminowych wyborach w 2007 został wybrany na senatora, otrzymując największą liczbę głosów w skali okręgu (148 981 głosów). Był wiceprzewodniczącym władz regionalnych Platformy Obywatelskiej. W wyborach w 2011 ponownie z ramienia PO z powodzeniem ubiegał się o mandat senatora (w okręgu wyborczym nr 51). W 2015 nie uzyskał senackiej reelekcji.

## Odznaczenia i wyróżnienia
- Krzyż Kawalerski Orderu Odrodzenia Polski – 2000[4]
- Złoty Krzyż Zasługi – 1993[5]
- Medal Komisji Edukacji Narodowej – 1999
- Tytuł honorowego obywatela Nysy – 2003
- Tytuł doktora honoris causa Politechniki Opolskiej – 2015[6]
- Tytuł doktora honoris causa Politechniki Częstochowskiej – 2019[7]